# Boston Marathon 1993
De Boston Marathon 1993 werd gelopen op maandag 19 april 1993. Het was de 97e editie van deze marathon.
Bij de mannen finishte de Keniaan Cosmas Ndeti als eerste in 2:09.33. De Russische Olga Markova zegevierde bij de vrouwen in 2:25.27.

## Uitslagen
| rang   | naam                | land | tijd    |
| ------ | ------------------- | ---- | ------- |
| Goud   | Cosmas Ndeti        | KEN  | 2:09.33 |
| Zilver | Jae-Ryong Kim       | KOR  | 2:09.43 |
| Brons  | Luketz Swartbooi    | NAM  | 2:09.57 |
| 4      | Hiromi Taniguchi    | JPN  | 2:11.02 |
| 5      | Sammy Lelei         | KEN  | 2:12.12 |
| 6      | Mark Plaatjes       | RSA  | 2:12.39 |
| 7      | Boniface Merande    | KEN  | 2:12.50 |
| 8      | Severino Bernardini | ITA  | 2:12.56 |
| 9      | Keith Brantly       | USA  | 2:12.58 |
| 10     | Carlos Tarazona     | VEN  | 2:13.37 |
| 11     | Sam Nyangincha      | KEN  | 2:14.23 |
| 12     | Andrew Ronan        | IRL  | 2:14.58 |
| 13     | Andrés Espinosa     | MEX  | 2:15.12 |
| 14     | Xolile Yawa         | RSA  | 2:15.28 |
| 15     | Steve Jones         | WAL  | 2:15.30 |

### Vrouwen
| rang   | naam                 | land | tijd    |
| ------ | -------------------- | ---- | ------- |
| Goud   | Olga Markova         | RUS  | 2:25.27 |
| Zilver | Kim Jones            | USA  | 2:30.00 |
| Brons  | Carmen de Oliveira   | BRA  | 2:31.18 |
| 4      | Manuela Machado      | POR  | 2:32.20 |
| 5      | Albina Gallyamova    | RUS  | 2:35.12 |
| 6      | Joan Samuelson       | USA  | 2:35.43 |
| 7      | Nadia Prasad         | NCL  | 2:37.11 |
| 8      | Tatyana Titova       | RUS  | 2:37.42 |
| 9      | Joy Smith            | USA  | 2:38.35 |
| 10     | Gabrielle O'Rourke   | NZL  | 2:39.09 |
| 11     | Jane Welzel          | USA  | 2:39.38 |
| 12     | Irina Bogacheva      | KGZ  | 2:41.09 |
| 13     | Bernardine Portenski | NZL  | 2:41.18 |
| 14     | Lutsia Belyayeva     | RUS  | 2:43.06 |
| 15     | Irina Bondarchuk     | RUS  | 2:43.15 |

1897 ·
1898 ·
1899 ·
1900 ·
1901 ·
1902 ·
1903 ·
1904 ·
1905 ·
1906 ·
1907 ·
1908 ·
1909 ·
1910 ·
1911 ·
1912 ·
1913 ·
1914 ·
1915 ·
1916 ·
1917 ·
1918 ·
1919 ·
1920 ·
1921 ·
1922 ·
1923 ·
1924 ·
1925 ·
1926 ·
1927 ·
1928 ·
1929 ·
1930 ·
1931 ·
1932 ·
1933 ·
1934 ·
1935 ·
1936 ·
1937 ·
1938 ·
1939 ·
1940 ·
1941 ·
1942 ·
1943 ·
1944 ·
1945 ·
1946 ·
1947 ·
1948 ·
1949 ·
1950 ·
1951 ·
1952 ·
1953 ·
1954 ·
1955 ·
1956 ·
1957 ·
1958 ·
1959 ·
1960 ·
1961 ·
1962 ·
1963 ·
1964 ·
1965 ·
1966 ·
1967 ·
1968 ·
1969 ·
1970 ·
1971 ·
1972 ·
1973 ·
1974 ·
1975 ·
1976 ·
1977 ·
1978 ·
1979 ·
1980 ·
1981 ·
1982 ·
1983 ·
1984 ·
1985 ·
1986 ·
1987 ·
1988 ·
1989 ·
1990 ·
1991 ·
1992 ·
1993 ·
1994 ·
1995 ·
1996 ·
1997 ·
1998 ·
1999 ·
2000 ·
2001 ·
2002 ·
2003 ·
2004 ·
2005 ·
2006 ·
2007 ·
2008 ·
2009 ·
2010 ·
2011 ·
2012 ·
2013 ·
2014 ·
2015 ·
2016 ·
2017 ·
2018 ·
2019 ·
2020 ·
2021 ·
2022